# Phaeoceros bolusii
Phaeoceros bolusii là một loài rêu trong họ Anthocerotaceae. Loài này được Sim S.W. Arnell mô tả khoa học đầu tiên năm 1963.